# Холи Крос (Ајова)
Холи Крос (енгл. Holy Cross) град је у америчкој савезној држави Ајова. По попису становништва из 2010. у њему је живело 374 становника.

## Демографија
Према попису становништва из 2010. у граду је живело 374 становника, што је 35 (10,3%) становника више него 2000. године.
| Група             | 2000.        | 2010.       |
| Белци             | 339 (100.0%) | 368 (98,4%) |
| Афроамериканци    | 0 (0,0%)     | 0 (0,0%)    |
| Азијати           | 0 (0,0%)     | 0 (0,0%)    |
| Хиспаноамериканци | 0 (0,0%)     | 4 (1,1%)    |
| Укупно            | 339          | 374         |